# Södra Kättbo
Södra Kättbo är en småort i Venjans socken i Mora kommun, belägen vid Kättbosjöns södra strand. I byn finns Kättbo kapell och en ishockeybana.
Södra Kättbo är förbundet med Norra Kättbo via landsvägsbank och en cirka 160 meter lång bro över ett sund i sjön. Tidigare fanns en vacker bågbro över sundet som var byggd 1910. Den raserades vid en olyckshändelse 1987.[källa behövs]